# Carter Hart
Carter John Hart (* 13. August 1998 in Sherwood Park, Alberta) ist ein kanadischer Eishockeytorwart, der zuletzt von 2018 bis 2024 bei den Philadelphia Flyers in der National Hockey League unter Vertrag stand.

## Karriere

### Jugend
Carter Hart wurde in Sherwood Park geboren und spielte dort in seiner Jugend unter anderem für die Sherwood Park Flyers sowie für die Sherwood Park Squires. Gegen Ende der Saison 2013/14 debütierte er für die Everett Silvertips in der Western Hockey League (WHL), der ranghöchsten Juniorenliga der Region, und etablierte sich ab dem Folgejahr in deren Aufgebot. Als Rookie fungierte er als Backup von Austin Lotz, bevor er ab der Spielzeit 2015/16 zum Stammtorwart der Silvertips aufstieg. In dieser Funktion entwickelte sich Hart in den folgenden drei Jahren zu einem der herausragenden Torhütertalente Nordamerikas und wurde mit zahlreichen Auszeichnungen bedacht. Zwischen 2016 und 2018 erhielt er dreimal in Folge die Del Wilson Trophy als bester Torwart der WHL, was zuvor keinem anderen Spieler gelungen war, während er als Erster in der Historie der Canadian Hockey League zweimal als CHL Goaltender of the Year geehrt wurde. Außerdem wurde er ebenso dreimal in Folge im WHL West First All-Star Team berücksichtigt und im Jahre 2018 mit der Four Broncos Memorial Trophy als bester Spieler der Liga ausgezeichnet.
Statistisch war die Saison 2017/18 seine beste, als der Kanadier eine Fangquote von 94,7 % und einen Gegentorschnitt von 1,60 erreichte, während er mit den Silvertips das Endspiel der Playoffs erreichte und dort allerdings an den Swift Current Broncos scheiterte. Insgesamt verzeichnete er während seiner Juniorenkarriere 26 Shutouts in der WHL, womit er den Rekord von Tyson Sexsmith einstellte.

### NHL
Im NHL Entry Draft 2016 wurde Hart als erster Torwart des Entry Draft an 48. Position von den Philadelphia Flyers ausgewählt, nachdem er zuvor auch am CHL Top Prospects Game teilgenommen hatte. Die Flyers statteten ihn im Oktober 2016 mit einem Einstiegsvertrag aus und holten ihn schließlich zur Spielzeit 2018/19 in ihre Organisation. Vorerst hütete er erwartungsgemäß bei deren Farmteam, den Lehigh Valley Phantoms, in der American Hockey League (AHL) das Tor, bevor er im Dezember 2018 erstmals ins Aufgebot der Flyers berufen wurde und wenig später bei einem 3:2-Sieg gegen die Detroit Red Wings in der National Hockey League (NHL) debütierte. Im folgenden Januar verzeichnete er im Trikot der Flyers sechs Siege aus neun Einsätzen, einen Gegentorschnitt von 2,33 sowie eine Fangquote von 93,1 %, sodass man ihn als NHL-Rookie des Monats auszeichnete. Mit Beginn der Spielzeit 2019/20 etablierte sich der Kanadier schließlich als Stammtorwart der Flyers. Im August 2021 unterzeichnete er, nach einer statistisch schwachen Saison 2020/21, einen neuen Dreijahresvertrag in Philadelphia, der ihm ein durchschnittliches Jahresgehalt von knapp vier Millionen US-Dollar einbringen soll.
Im Januar 2024 wurde bekannt, dass Hart neben Dillon Dubé, Michael McLeod, Callan Foote und Alex Formenton der gemeinschaftlichen sexuellen Nötigung beschuldigt wird, die im Juni 2018 stattgefunden haben soll. Das diesbezügliche Gerichtsverfahren steht noch aus. Sein auslaufender Vertrag wurde im Sommer 2024 nicht verlängert.

### International
Auf internationaler Ebene hütete Hart erstmals beim Ivan Hlinka Memorial Tournament 2015 für sein Heimatland sein Tor, wo er mit der Mannschaft direkt die Goldmedaille gewann, jedoch auf U18-Niveau ohne weitere Einsätze blieb. Anschließend vertrat er die U20-Nationalmannschaft bei den U20-Weltmeisterschaften 2017 und 2018 und errang dort mit dem Team Canada eine Silber- und eine Goldmedaille. Während er sich im ersten Jahr noch die Einsatzzeit mit Connor Ingram teilte und die Mannschaft im Endspiel an den Vereinigten Staaten scheiterte, führte er Kanada im Folgejahr als unangefochtener Stammtorhüter zum Weltmeistertitel.
Für die A-Nationalmannschaft debütierte Hart im Rahmen der Weltmeisterschaft 2019 und gewann dort mit der Mannschaft die Silbermedaille.

## Erfolge und Auszeichnungen
| - 2016 Teilnahme am CHL Top Prospects Game - 2016 Del Wilson Trophy - 2016 CHL Goaltender of the Year - 2016 WHL West First All-Star Team - 2017 Del Wilson Trophy - 2017 WHL West First All-Star Team | - 2018 Four Broncos Memorial Trophy - 2018 Del Wilson Trophy - 2018 CHL Goaltender of the Year - 2018 WHL West First All-Star Team - 2019 NHL-Rookie des Monats Januar |

### International
- 2015 Goldmedaille beim Ivan Hlinka Memorial Tournament
- 2017 Silbermedaille bei der U20-Junioren-Weltmeisterschaft
- 2018 Goldmedaille bei der U20-Junioren-Weltmeisterschaft
- 2019 Silbermedaille bei der Weltmeisterschaft

## Karrierestatistik
Stand: Ende der Saison 2023/24

### International
Vertrat Kanada bei:
- Ivan Hlinka Memorial Tournament 2015
- U20-Junioren-Weltmeisterschaft 2017
- U20-Junioren-Weltmeisterschaft 2018
- Weltmeisterschaft 2019

(Legende zur Torhüterstatistik: GP oder Sp = Spiele insgesamt; W oder S = Siege; L oder N = Niederlagen; T oder U oder OT = Unentschieden oder Overtime- bzw. Shootout-Niederlage; Min. = Minuten; SOG oder SaT = Schüsse aufs Tor; GA oder GT = Gegentore; SO = Shutouts; GAA oder GTS = Gegentorschnitt; Sv% oder SVS% = Fangquote; EN = Empty Net Goal; 1 Play-downs/Relegation; Kursiv: Statistik nicht vollständig)